# Самсония, Шота Автандилович
Шота Автандилович Самсония (груз. შოთა ავთანდილოვიჩ სამსონია; 24 января 1941 — 3 апреля 2022) — советский и грузинский химик, доктор химических наук, профессор, академик Академии наук Грузии (2013; член-корреспондент с 2001). Академик-секретарь по Отделению химии и химической технологии Национальной академии наук Грузии (с 2018). Лауреат Премии П. Г. Меликишвили АН ГрузССР (1980).

## Биография
Родился 24 января 1941 года в Тбилиси, Грузинской ССР.
С 1958 по 1963 год обучался на химическом факультете Тбилисского государственного университета. С 1964 по 1967 год обучался в аспирантуре и с 1974 по 1976 год в докторантуре Московского химико-технологического института имени Д. И. Менделеева.
С 1967 год на научно-педагогической работе на химическом факультете Тбилисского государственного университета в должностях: преподаватель, с 1970 по 1977 год — доцент, с 1978 по 1990 год — заведующий кафедрой органической химии, с 1990 по 2006 год — заведующий кафедрой органической химии и химии природных соединений, одновременно с 1987 по 2005 год — заведующий научно-исследовательской лаборатории органического синтеза. С 2006 года — профессор и руководитель курса органической химии и одновременно с 2006 по 2007 год являлся заместителем декана химического факультета этого университета. С 1971 по 1972 год находился в качестве исследователя в Майнцском университете.
С 2018 года — академик-секретарь по Отделению химии и химической технологии Национальной академии наук Грузии.

### Научно-педагогическая деятельность и вклад в науку
Основная научно-педагогическая деятельность Ш. А. Самсония была связана с вопросами в области химии полипептидов, плесени отоцима, нефтехимического синтеза, химии природных соединений, химии гетероциклических и биологически активных соединений.
В 1967 году защитил кандидатскую диссертацию, в 1984 году защитил докторскую диссертацию на соискание учёной степени доктор химических наук. В 1985 году ему присвоено учёное звание профессор. В 2001 году был избран член-корреспондентом, в 2013 году — действительным членом НАН Грузии. Ш. А. Самсония было написано более пятисот научных работ, в том числе монографий, восемнадцати патентов на изобретения, двадцати восьми учебников для высших учебных заведений.

## Основные труды
- Sh. A. Samsoniya, M. V. Trapaidze, «The chemistry of indoloindoles», Russian Chem. Reviews, 76:4 (2007), 313—326 isi elib scopus 1994
- Sh. A. Samsoniya, N. L. Targamadze, N. N. Suvorov, «The chemistry of pyrroloindoles», Russian Chem. Reviews, 63:10 (1994), 815—832 isi[4]

## Награды
- Премия П. Г. Меликишвили АН ГрузССР (1980)
- Почётный диплом Всесоюзного химического общества имени Д. И. Менделеева (1967)